# Брати А. і М. Буніятови

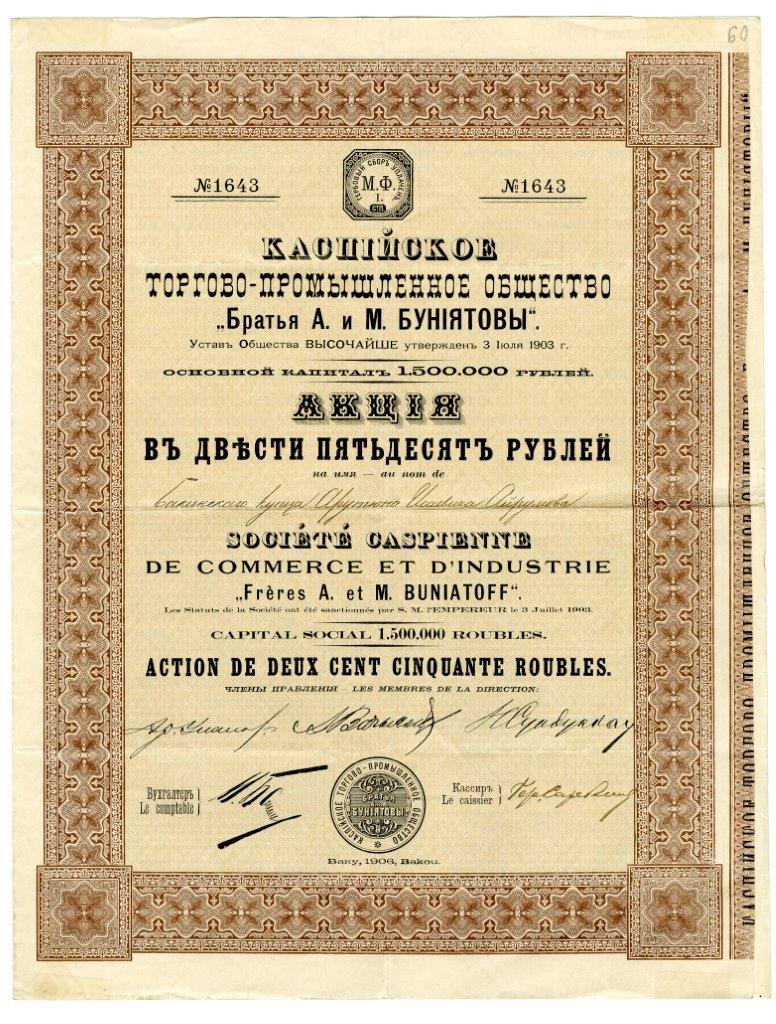
Акція 250 руб. на пред'явника Каспійського торгово-промислового товариства «Брати А. і М. Буніятови» з основним капіталом в 1,5 млн руб. Баку, 1906

Каспійське торгово-промислове товариство «Брати А. і М. Буніятови» зареєстроване в 1903 (Статут Височайше схвалений 3 липня 1903) і проіснувало аж до остаточного встановлення в Азербайджані радянської влади. Компанія з основним капіталом в 1,5 млн руб., Правління якої розташовувалося в Баку, належала братам Амбарцуму і Михайлу Буніятовим - відомим бакинським нафтопромисловцям і купцям, що декількома роками раніше заснували поблизу села Бертюль Астраханської губернії свою судноплавно-ремонтну компанію.
Основним заняттям було транспортування нафти з Каспійського моря вгору Волгою до нафтових ям, розташованим біля майстерні, і навіть ремонт нафтоналивного флоту. Майстерня була оснащена п'ятьма верстатами та одним двигуном внутрішнього згоряння потужністю 16 к. с., і займалася безпосередньо ремонтом свого флоту, що складається з п'яти морських дерев'яних барж, трьох гвинтових пароплавів, одного колісного пароплава і однієї машини-перекачки.
В даний час колишня майстерня братів Буніятових - найбільше суднобудівне підприємство Астраханської області, що динамічно розвивається, - носить назву "Відкрите Акціонерне Товариство "Суднобудівний завод «Червоні Барикади»  і є при цьому містотворчим підприємством однойменного робітничого селища (до 1952 Бертюль).